# 擬三棘魨科
擬三刺魨科是輻鰭魚綱魨形目的其中一科。

## 分類
擬三刺魨科下分11個屬，如下：

### 下棘魨屬（Atrophacanthus）
- 日本下棘魨（Atrophacanthus japonicus）

### 深海擬三棘魨屬（Bathyphylax）
- 長棘深海擬三棘魨（Bathyphylax bombifrons）：又稱長棘衛淵魨。
- 阿曼深海擬三棘魨（Bathyphylax omen）：又稱阿曼衛淵魨。
- 普氏深海擬三棘魨（Bathyphylax pruvosti）：又稱普氏衛淵魨。

### 管吻魨屬（Halimochirurgus）
- 管吻魨（Halimochirurgus alcocki）
- 長管吻魨（Halimochirurgus centriscoides）

### 霍蘭三棘魨屬（Hollardia）
- 戈氏霍蘭三棘魨（Hollardia goslinei）
- 霍蘭三棘魨（Hollardia hollardi）
- 米氏霍蘭擬三棘魨（Hollardia meadi）

### 約翰三棘魨屬（Johnsonina）
- 約翰三棘魨（Johnsonina eriomma）

### 擬管吻魨屬（Macrorhamphosodes）
- 扁唇擬管吻魨（Macrorhamphosodes platycheilus）
- 尤氏擬管吻魨（Macrorhamphosodes uradoi）

### 魔魨屬（Mephisto）
- 弗氏魔魨（Mephisto fraserbrunneri）

### 副霍蘭擬三棘魨屬（Parahollardia）
- 副霍蘭擬三棘魨（Parahollardia lineata）
- 施氏副霍蘭擬三棘魨（Parahollardia schmidti）

### 副三棘魨屬（Paratriacanthodes）
- 阿部副三棘魨（Paratriacanthodes abei）
- 赫氏副三棘魨（Paratriacanthodes herrei）
- 倒棘副三棘魨（Paratriacanthodes retrospinis）

### 擬三棘魨屬（Triacanthodes）
- 擬三棘魨（Triacanthodes anomalus）：又稱擬三刺魨。
- 六帶擬三棘魨（Triacanthodes ethiops）：又稱六帶擬三刺魨。
- 印度擬三棘魨（Triacanthodes indicus）
- 中間擬三棘魨（Triacanthodes intermedius）

### 倒刺魨屬（Tydemania）
- 倒刺魨（Tydemania navigatoris）：又稱尖尾倒刺魨。